# 中和機廠
中和機廠（中国語: 中和機廠、英語: Zhonghe Depot） は台湾新北市の南勢角駅の西側に位置する、台北捷運の中和新蘆線の車両基地。

## 構内
台北捷運の車庫の中で最も狭く、すべてが地下にあり、留置線は6つしかない
- 工場規模:一流の修理工場。
- 面積:約1.1ha。

## 歴史
1998年12月24日使用開始。

## 中和新蘆線の他の車両基地
- 新荘機廠
- 蘆洲機廠